# Brandon Feehery
Brandon Feehery, né le 17 avril 1992 à Homewood (Illinois), est un coureur cycliste américain.

## Palmarès
- 2012
  - Villa Park Grand Prix
- 2014
  - 3e du Tour of America's Dairyland
  - 3e de l'Intelligentsia Cup
- 2015
  - Lincoln Park Criterium
  - 4e étape du Tour of America's Dairyland
- 2016
  - Intelligentsia Cup :
    - Classement général
    - 5e étape
- 2017
  - 1re étape du Sunshine Grand Prix
  - 11e étape du Tour of America's Dairyland
  - 10e étape de l'Intelligentsia Cup
  - 2e de l'Intelligentsia Cup
  - 3e de la Crystal Cup
- 2018
  - Marian Midwest Classic
  - 1re étape de l'Intelligentsia Cup
  - 2e de l'Intelligentsia Cup
- 2019
  - Classement général de l'Intelligentsia Cup
- 2021
  - Shorewood Criterium Cycling Classic
  - 8e étape du Tour of America's Dairyland
  - 9e étape de l'Intelligentsia Cup
  - 2e de l'Intelligentsia Cup
- 2022
  - American Criterium Cup
  - 2e de l'Intelligentsia Cup

## Classements mondiaux
| Année            | 2015 | 2016 | 2017 |
| ---------------- | ---- | ---- | ---- |
| UCI America Tour | 215e |      |      |
| UCI Asia Tour    |      |      | 565e |